# Toki o Kakeru Shōjo
Toki o Kakeru Shōjo (яп. 時 を かける 少女 Токі о какеру сьо дзьо; англ. The Girl Who Leapt Through Time) — аніме, створене студією мультиплікації Madhouse під керівництвом режисера Мамору Хосода (细 田 守). Перший показ відбувся у кінотеатрах Японії 15 липня 2006 року. 20 квітня 2007 фільм був випущений на DVD в Японії обмеженим тиражем.

## Історія
У Макото був поганий день, вона провалила контрольну, на уроці домоводства влаштувала пожежу, на перерві на неї налетів старшокласник. Після уроків вона, як черговий, віднесла папери, але потім впала в лабораторії. І, на завершення дня, у Макото відмовили гальма на велосипеді, причому прямо на схилі перед залізничним переїздом, коли поїзд вже підходив.
Дивом уникнувши загибелі шляхом випадково вдалого стрибка назад у часі, вона розповідає про цей випадок своїй тітці, яка поміж іншим згадує, що вона — протагоніст з оригінальної новели.
Спочатку Макото використовує цю здатність для того, щоб краще влаштувати своє життя, шляхом уникнення поганих оцінок на контрольних і уникнувши невдачі, які трапилися з нею раніше до повторення дня. Але врешті-решт вона зауважує, що все йде гірше, ніж могло б бути, тому що всі її дії негативно позначалися на інших, наприклад, пожежа на уроці домознавство влаштувала не вона, а хлопчик, з яким вона помінялася місцями.

## Персонажі

З ліва на право: Тіакі Мамія, Макото Кінно, Косуке Цуда

- Макото Кінно (яп.绀 野 真 琴 Кінно Макото)

Головна героїня. Дівчинка з веселим характером і хорошим почуттям гумору. Після невдач на уроках залишається на чергування, а в лабораторії, невдало послизнувшись, падає на придуману вченими майбутнього машину для переміщення в часі, що дозволяє їй здійснювати стрибки в той час і місце, яке вона побажає. І вона витрачає цю можливість на всякі дрібниці, так що в найвирішальніший момент, у неї не залишилося стрибків …
- Тіакі Мамія (яп.間宮 千昭 Мамія Тіакі)

Високий, рудий з блакитними очима, носить джинси й майку. Сміхотливий, полюбляє жартувати над Макото, через що постійно свариться з нею ж. Учень він поганий, постійно спізнюється на уроки, як, втім, і Макото. Але по-справжньому любить її, і піклується про неї. Зізнався, але вона повернулася в часі, і зробила так, ніби нічого не було. Через те, що Макото стала його уникати, він почав зустрічатися з однокласницею, яка була в нього закохана, але продовжує любити Макото, й закриває її від вогнегасника.
- Косуке Цуда (яп. 津 田 功 介 Цуда Ко: суке)

Друг Тіакі і Макото. На відміну від них, дуже уважний і старанний, хороший учень. Мріє вступити до медичного інституту, щоб допомагати в клініці батьків. З усім тим, постійно допомагає друзям і бере участь у їхніх розвагах. Саме він відкриває очі Макото на почуття Тіакі, як виявилося, занадто пізно.

Макото Кінно

## Нагороди
Переможець Tokyo Anime Awards 2007 року у номінаціях:
- найкращий аніме-фільм року
- найкраща історія
- режисерська премія — Мамору Хосода
- найкращий сценарій — Цуцуй Ясутака
- за досягнення в галузі мистецтва — Нідз Ямамото
- за дизайн персонажів — Есіюкі Садамото